# Valdemar Kornerup

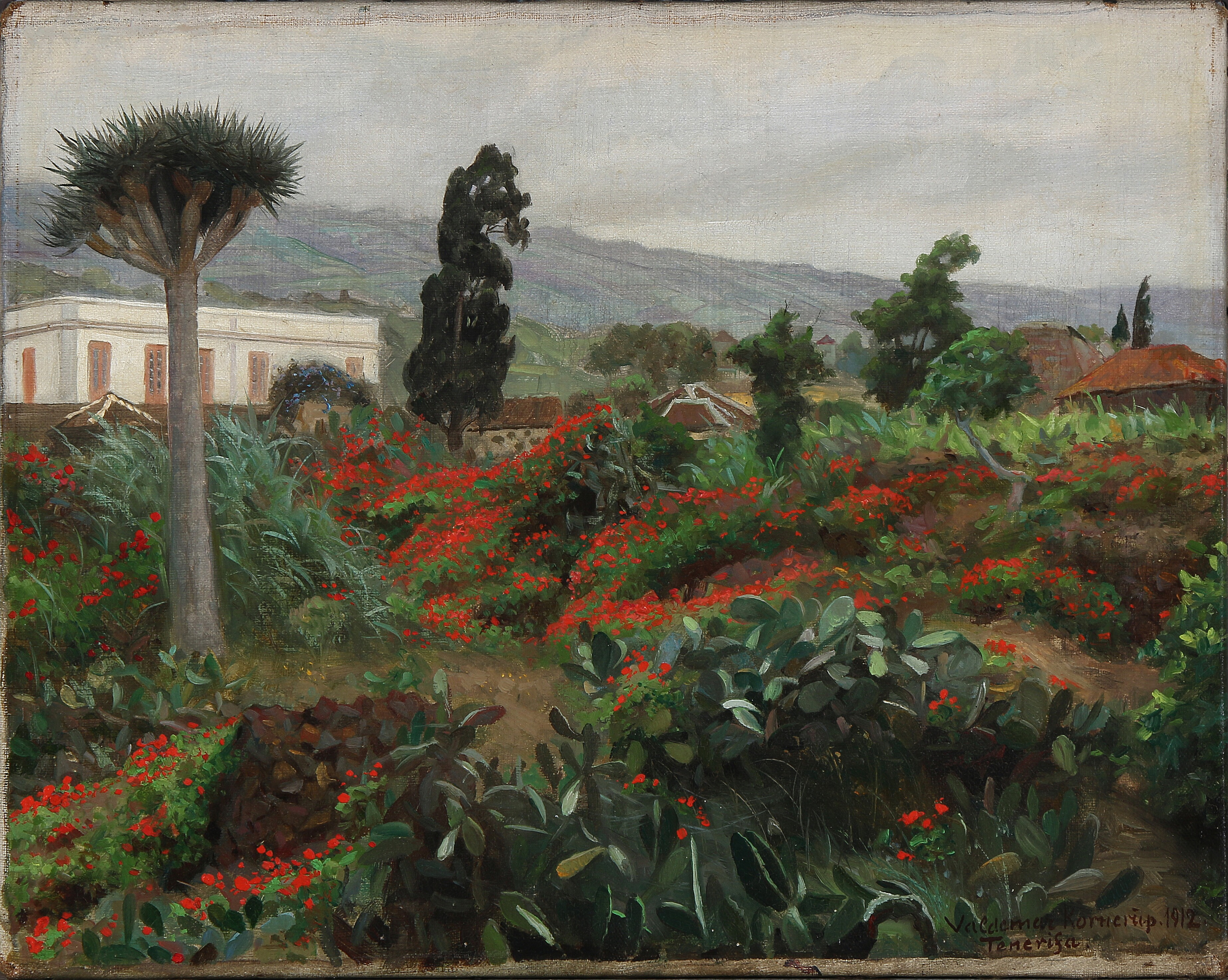
Landskap från Teneriffa av Valdemar Kornerup, 1912.

Valdemar Vincent Kornerup, född den 1 maj 1865 i Köpenhamn, död där den 24 mars 1924, var en dansk målare. Han var son till Lars Andreas Kornerup, bror till Andreas Nicolaus Kornerup och far till Bjørn Kornerup.
Kornerup gick på akademien 1881–1885 och var elev av Krøyer samt företog sedan vidsträckta resor. Han utställde tavlor från 1887, i synnerhet figurbilder, bland annat interiörer av bondstugor.